# Walter Sobernheim
Walter Sobernheim (* 14. April 1869 in Berlin; † 15. Juni 1945 New York) war ein deutscher Brauereibesitzer und Bankier.

## Leben
Sobernheim studierte Jura und begann seine berufliche Karriere im 'Bankhaus Jakob Landau Nachf.' in Breslau. Er wurde zusammen mit seinem Stiefvater Eugen Landau Miteigentümer der Bank. Anfang des 20. Jahrhunderts siedelte er nach Berlin über.
Als Generaldirektor baute er die Schultheiss-Brauerei zu einer der größten Brauereien Deutschlands aus. Er war 1931 in den Schultheiss Skandal verwickelt, einem der größten Wirtschaftsskandale der damaligen Zeit. Er wurde aber – anders als sein Vorstandskollege Ludwig Katzenellenbogen nicht verurteilt. Lange Jahre war er Vorsitzender der Interessenvereinigung deutscher Brauereien (des Schutzverbandes der Brauereien) und Präsidiumsmitglied des Reichsverbandes der deutschen Industrie. Von 1925 bis 1933 war er Präsident der Versuchs- und Lehranstalt für Brauerei. Auf Schwanenwerder besaß er ab 1912 ein Grundstück, auf dem er ein Wohnhaus errichtete.
1933 flüchtete er nach der Machtergreifung der Nationalsozialisten zunächst nach Paris und dann über Südamerika in die USA, wo er 1945 in New York starb.

## Familie
Walter Sobernheim war ein Bruder von Curt Sobernheim (1871–1940) und Moritz Sobernheim (1872–1933). Sein Stiefvater war Eugen Landau (1852–1935), der Anna Sobernheim, geb. Magnus (1850–1908), drei Jahre nach dem Tod des Vaters, des Bankiers Adolf Sobernheim (1840–1880), ehelichte. Er war verheiratet mit Gertrud, geborene Schottländer (1872–1938). Aus der Ehe gingen drei Kinder hervor (Lotte, Frigene und Martin).
Seine Nachkommen erstritten im Verfahren um jüdische Vermögen bei Schweizer Banken ein Urteil auf mehr als eine halbe Million Schweizer Franken.